# Sinanevt Dorsa
Sinanevt Dorsa zijn lage heuvelruggen op de planeet Venus. De Sinanevt Dorsa werden in 1997 genoemd naar Sinanevt, de bruid van de Hemelman in de Itelmeense cultuur.
De richels hebben een lengte van 1800 kilometer en bevinden zich in het quadrangle quadrangle Atalanta Planitia (V-4).